# Ständerpilze
Die Ständerpilze (Basidiomycota) sind eine Abteilung der Pilze, die ihre Meiosporen auf Sporenständern (Basidien) bilden. Sie umfassen rund 30.000 Arten. Das sind etwa 30 % aller bekannten Pilzarten. Stammesgeschichtlich sind sie sehr wahrscheinlich die Schwestergruppe der Ascomycota, die auch als Schlauchpilze bezeichnet werden, und bilden mit diesen das Taxon Dikarya.
Zu den Ständerpilzen zählen viele Mykorrhizapilze, die mit Pflanzen eine Symbiose eingehen. Auch die meisten Speisepilze gehören zu dieser Gruppe.

## Merkmale
Ständerpilze breiten sich als ein aus mikroskopisch feinen, fädigen Hyphen bestehendes Myzel in einem Substrat, zumeist dem Erdboden oder totem Holz, aus, daneben gibt es zahlreiche parasitische Arten. Die Hyphen sind durch Querwände (Septen) in Zellen untergliedert. Jedes Septum weist in der Mitte eine Pore auf, durch die die Nachbarzellen miteinander verbunden sind und Cytoplasma und Organellen hindurchtreten können. Bei den meisten Arten sind die Poren tonnenförmig (Doliporus) und auf beiden Seiten von einem Parenthosom bedeckt, das aus mehreren Lagen des Endoplasmatischen Reticulums gebildet wird. Jede Zelle kann einen oder zwei Zellkerne enthalten. Letzteres kommt dadurch zustande, dass einkernige Myzelien sich zu einem Netzwerk verbinden, indem die Enden ihrer Hyphen fusionieren (Anastomose) und danach die beiden Kerne nicht, wie es ansonsten bei allen Lebewesen nach einer Plasmogamie üblich ist, miteinander verschmelzen (Karyogamie). Eine solche Zweikern- oder Dikaryophase im Entwicklungszyklus ist ansonsten nur bei den verwandten Schlauchpilzen bekannt, und bei den Ständerpilzen tritt sie stark in den Vordergrund.

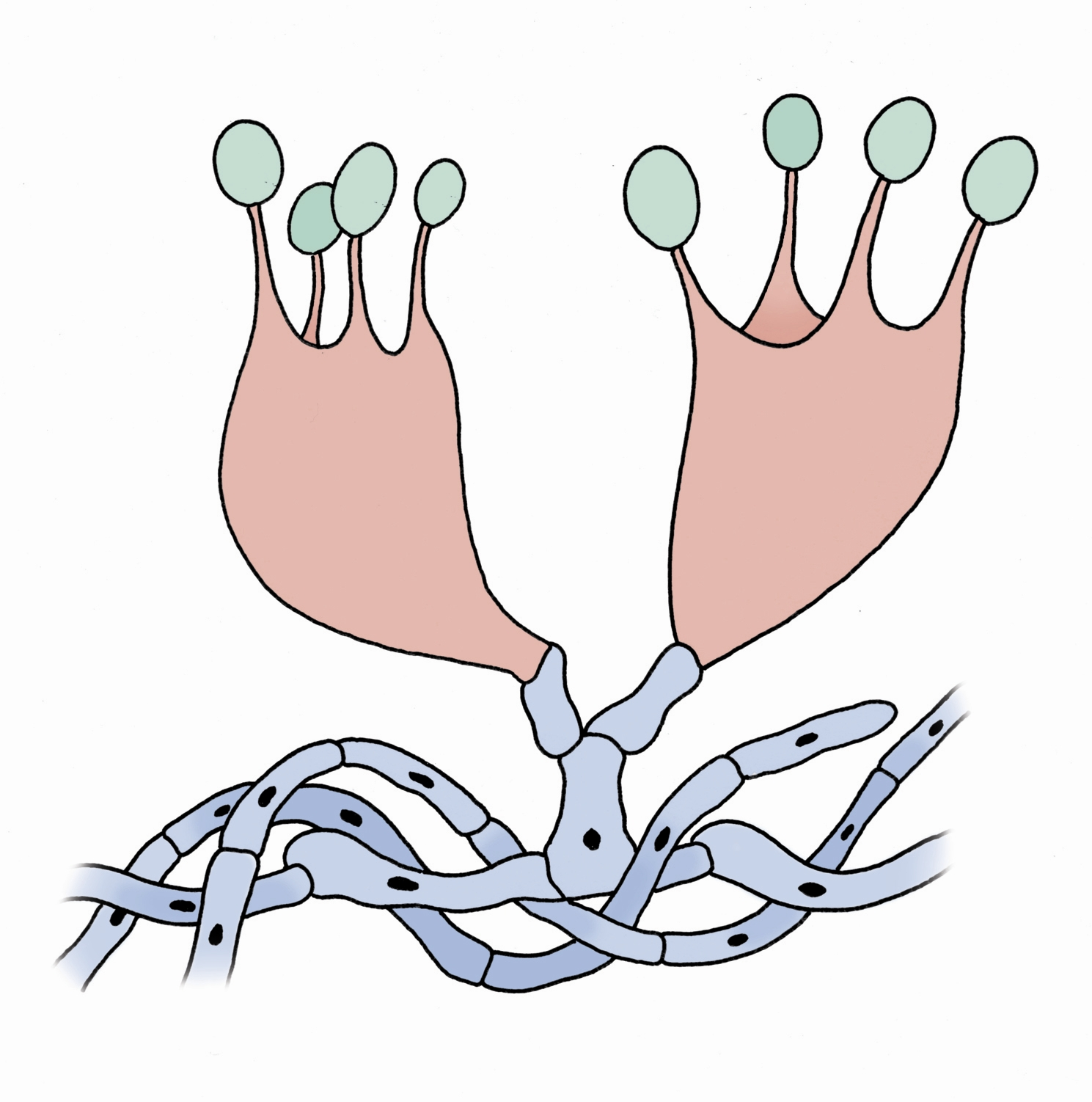
Schematische Darstellung einer typischen Holobasidie

Aus dem dikaryotischen Myzel entspringen bei vielen Agaricomycotina ebenfalls aus Hyphen bestehende Fruchtkörper, die als die bekannten Hüte aus dem Substrat empor- oder herausragen. Das „Fleisch“ der Hüte ist ein Scheingewebe (Plektenchym), das völlig anders strukturiert ist als die Gewebe der Pflanzen und Tiere. An der Unterseite des Hutes werden aus anschwellenden Hyphenenden die Basidien gebildet, nach denen die Ständerpilze auch als Basidiomycota bezeichnet werden. In der Basidie erfolgt die Karyogamie, also der Übergang von der haploiden zur diploiden Phase, und anschließend die Meiose, wonach wieder vier haploide Kerne vorliegen. Diese wandern dann in vier Fortsätze der Basidie hinein, welche dann abgeschnürt werden und sich zu Meiosporen entwickeln.
Waldbewohnende Ständerpilze der Agaricomycotina bilden bei einer Reihe von Arten lange wurzelartige Myzelstränge, die Rhizomorphen, in deren Innerem spezielle Gefäßhyphen mit einem sehr großen Durchmesser verlaufen. Diese ermöglichen einen effektiven Transport von löslichen Substanzen über größere Strecken. Mit ihrer Hilfe können auf totem Holz lebende Arten wie der Hallimasch andere Holzstücke besiedeln. Im Rahmen der Mykorrhiza versorgen Pilze durch Rhizomorphen im Schatten wachsende Baumkeimlinge mit Zucker, den sie von anderen Bäumen erhalten.

## Ökologie und Bedeutung
Viele Vertreter der Agaricomycotina sind wichtige Mykorrhiza-Pilze. Die Rostpilze und Brandpilze sind – auch ökonomisch bedeutsame – Krankheitserreger bei Pflanzen.
Rund 150 Arten sind für den Menschen giftig, die bekanntesten Vertreter stammen aus der Gattung der Wulstlinge (Amanita). Andere Arten werden wiederum als Speisepilze gesammelt, und nur sehr wenige, wie zum Beispiel die Champignons (Agaricus), können auch gezüchtet werden.
Das Mycel der Ständerpilze in Wäldern ist eine wichtige Kohlenstoffsenke. So entfällt etwa in den borealen Nadelwäldern fast die Hälfte des Kohlenstoffvorrates im Boden auf das unterirdische Pilzgeflecht.

## Systematik
Die monophyletischen Ständerpilze werden mit den Schlauchpilzen (Ascomycota) in dem Unterreich Dikarya zusammengefasst. Die Systematik der Ständerpilze war in den letzten Jahren größeren Veränderungen unterworfen. Hibbett und Autoren (2007) unterteilen sie in drei Gruppen:
- Unterabteilung Pucciniomycotina
  - Klasse Pucciniomycetes
  - Klasse Cystobasidiomycetes
  - Klasse Agaricostilbomycetes
  - Klasse Microbotryomycetes
  - Klasse Atractiellomycetes
  - Klasse Classiculomycetes
  - Klasse Mixiomycetes
  - Klasse Cryptomycocolacomycetes
- Unterabteilung Ustilaginomycotina
  - Klasse Ustilaginomycetes
  - Klasse Exobasidiomycetes
  - keiner Klasse zugeordnet – incertae sedis
    - Ordnung Malasseziales
- Unterabteilung Agaricomycotina
  - Klasse Tremellomycetes
    - Ordnung Cystofilobasidiales
    - Ordnung Filobasidiales
    - Ordnung Zitterlingsartige – Tremellales

  - Klasse Dacrymycetes
    - Ordnung Gallerttränenartige – Dacrymycetales

  - Klasse Agaricomycetes
    - Unterklasse Agaricomycetidae
      - Ordnung Champignonartige – Agaricales
      - Ordnung Gewebehautartige – Atheliales
      - Ordnung Dickröhrlingsartige – Boletales

    - Unterklasse Phallomycetidae
      - Ordnung Erdsternartige – Geastrales
      - Ordnung Schweinsohrartige – Gomphales
      - Ordnung Schwanztrüffelartige – Hysterangiales
      - Ordnung Stinkmorchelartige – Phallales

    - keiner Unterklasse zugeordnet – incertae sedis
      - Ordnung Ohrlappenpilzartige – Auriculariales
      - Ordnung Pfifferlingsartige – Cantharellales
      - Ordnung Prachtrindenpilzartige – Corticiales
      - Ordnung Blättlingsartige – Gloeophyllales
      - Ordnung Borstenscheiblingsartige – Hymenochaetales
      - Ordnung Stielporlingsartige – Polyporales
      - Ordnung Täublingsartige – Russulales
      - Ordnung Wachskrustenartige – Sebacinales
      - Ordnung Warzenpilzartige – Thelephorales
      - Ordnung Stachelsporrindenpilzartige – Trechisporales
- keiner Unterabteilung zugeordnet – incertae sedis
  - Klasse Wallemiomycetes
    - Ordnung Wallemiales

  - Klasse Entorrhizomycetes
    - Ordnung Entorrhizales